# Chapman & Hall
Chapman & Hall è stata una casa editrice britannica. 

## Storia
Fu fondata nella prima metà del XIX secolo da Edward Chapman e William Hall. Dopo la morte di Hall, avvenuta nel 1847 Frederick Chapman, cugino di Edward, divenne socio e, dopo il ritiro di Edward nel 1864, unico proprietario della casa editrice. Nel 1868, lo scrittore Anthony Trollope comprò un terzo della casa editrice per suo figlio Henry Merival Trollope.
Dal 1902 al 1930 Chapman & Hall fu diretta dallo scrittore Arthur Waugh. Subito dopo, avvenne la fusione con la casa editrice Methuen con cui partecipò, nel 1955, alla fondazione della Associated Book Publishers. Questa organizzazione fu poi assorbita nel 1987 dalla Thomson Corporation. Chapman & Hall fu nuovamente venduta nel 1998, alla Wolters Kluwer, che a sua volta la cedette alla CRC Press. Al giorno d'oggi, il marchio Chapman & Hall/CRC è usato per i libri a carattere scientifico della Taylor & Francis, facente parte dal 2004 del gruppo Informa.
Tra le sue pubblicazioni significative, Chapman & Hall annovera opere di Charles Dickens (di cui pubblicò anche opere inedite nel XX secolo) e William Thackeray.